# Frédéric Marty
Frédéric Ladislas Joseph Marty (23 juin 1911 à Albi, Tarn - 14 juin 1940, Golfe de Finlande) est un mathématicien français,.

## Biographie
Le père de Frédéric Marty était le mathématicien Joseph Marty (1885—1914), qui a enseigné au lycée d'Albi et qui en tant qu'officier de l'armée française est mort au combat pendant la Première Guerre mondiale.
Frédéric Marty obtint son doctorat en 1931 de l'École normale supérieure, à la suite de qui il fut nommé maître de conférences à Aix-Marseille Université. Il fut lieutenant de l'Armée de l'air française pendant la Seconde Guerre mondiale et fut victime de l'incident du vol Aero 1631 alors qu'il était envoyé diplomatique à bord d'un avion finlandais abattu par l'Armée de l'air soviétique.

« Frédéric Marty, entré à l'ENS en 1928, a écrit, entre 1931 et 1937, plusieurs articles sur la distribution des valeurs d'une fonction méromorphe, les fonctions algébriques et les revêtements. Il fut l'un des adeptes du Séminaire Hadamard et rédigea également deux exposés pour le Séminaire Julia. »

Marty est connu dans la théorie des familles normales pour le théorème de Marty,. Ce théorème, issu de sa thèse, stipule que pour toute famille {\displaystyle F} de fonctions méromorphes, {\displaystyle F} est normal si et seulement si {\displaystyle F} La famille dérivée de dérivées sphériques de est localement délimitée. Marty a également posé les bases de la théorie des hypergroupes et des hyperstructures,. Il a été conférencier invité au Congrès international de mathématiques (ICM) 1936 à Oslo.